# Делі-Серданг (регентство)
Делі-Серданг (індонез. Kabupaten Deli Serdang; Джаві: دلي سردڠ ) — регентство в індонезійській провінції Північна Суматра. Він оточує місто Медан, а також межує з містом Бінджай, яке фактично є спальнею для Медану. Він займає площу 2497,72 квадратних кілометрів (964,38 квадратних миль). Столицею округу є Лубук Пакам, який розташований приблизно в 30 км на схід від Медана. Національний перепис 2000 року зафіксував 1 573 987 осіб, але до 2010 року населення регентства зросло на 13,76% до 1 790 431, а за переписом 2020 року загальна кількість становила 1 931 441. Офіційна оцінка на середину 2021 року становила 1 941 374. Міжнародний аеропорт Куаланаму розташований у цьому регіоні.

## Сусідні території
Зовнішніми Кордон|ами регентства є:
- На півночі: регентство Лангкат і Малаккська протока.
- На півдні: регентство Каро та регентство Сімалунгун.
- На сході: регентство Серданг Бедагай і Малаккська протока.
- На заході: регентство Каро, регентство Лангкат і місто Бінджай.

Місто Медан є анклавом у межах регентства.

## Адміністративні райони
Регентство поділено на двадцять два округи (кечаматани), наведені нижче в таблиці з їхніми площами (у квадратних кілометрах) і населенням за переписами 2010 року та переписами 2020 року та офіційними оцінками станом на середину 2021 року. Таблиця також містить розташування районних адміністративних центрів, кількість адміністративних сіл (деса та келурахан) у кожному районі та їх поштовий індекс:

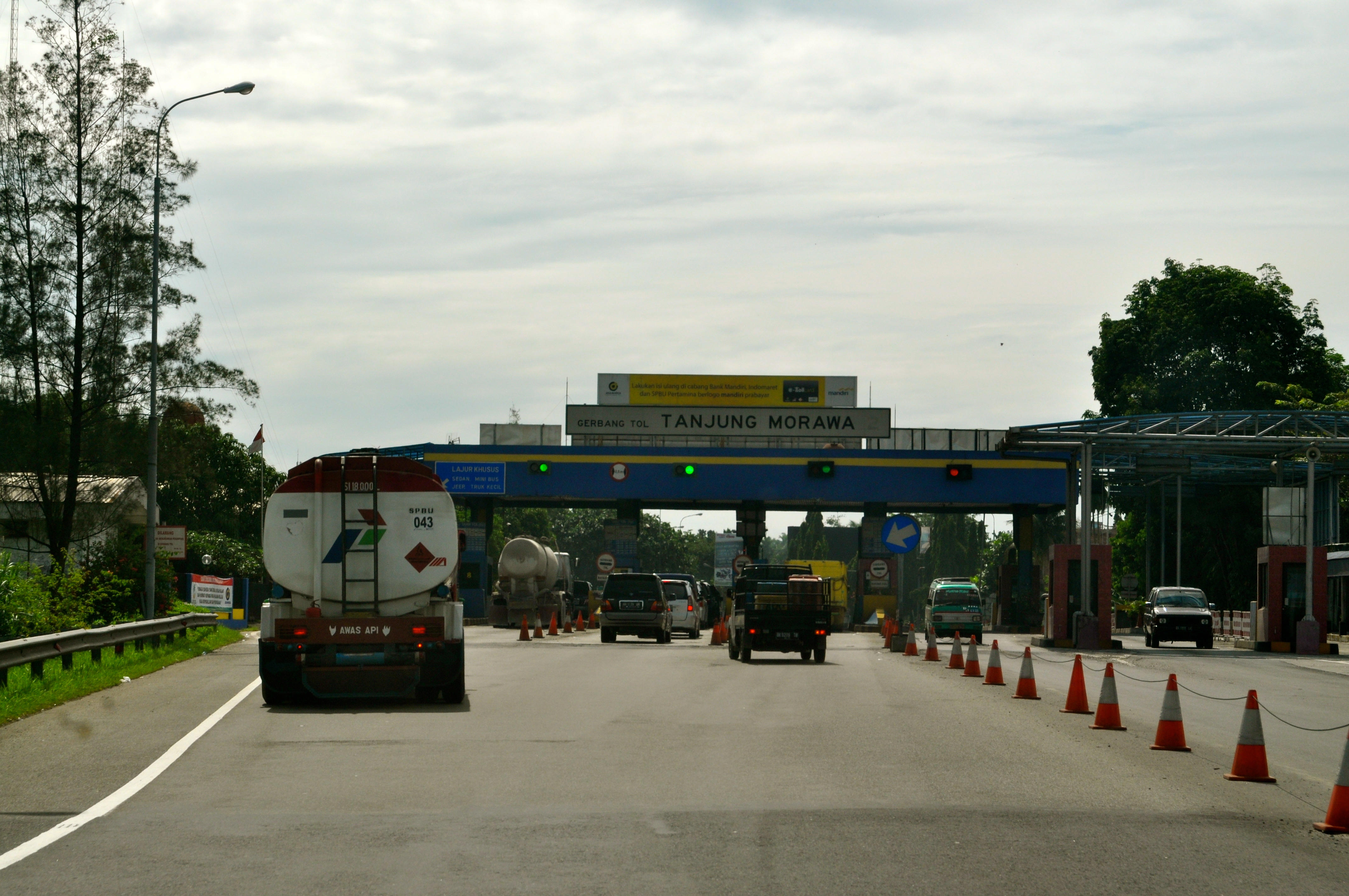
Платний пункт Танджунг Морава, регентство Делі Серданг

## Лондон Суматра (LONSUM) протести
Deli Serdang Regency містить три плантації, що належать London Sumatra (LONSUM).
У червні 2004 року фермери та корінне населення кількох сіл району протестували проти права власності на землю в їхніх селах (мабуть, уряд передав землю в оренду LONSUM, але вони відмовилися від такої оренди та опиралися переїзду). Кажуть, що влада розстрілювала фермерів і корінне населення, які намагалися знову захопити села.